# ارین فیتزجرالد
ارین فیتزجرالد (انگلیسی: Erin Fitzgerald؛ زادهٔ ) یک صدا پیشه اهل کانادا است. وی از سال ۱۹۹۴ میلادی تاکنون مشغول فعالیت بوده‌است.